# پرشاو ام زاتل

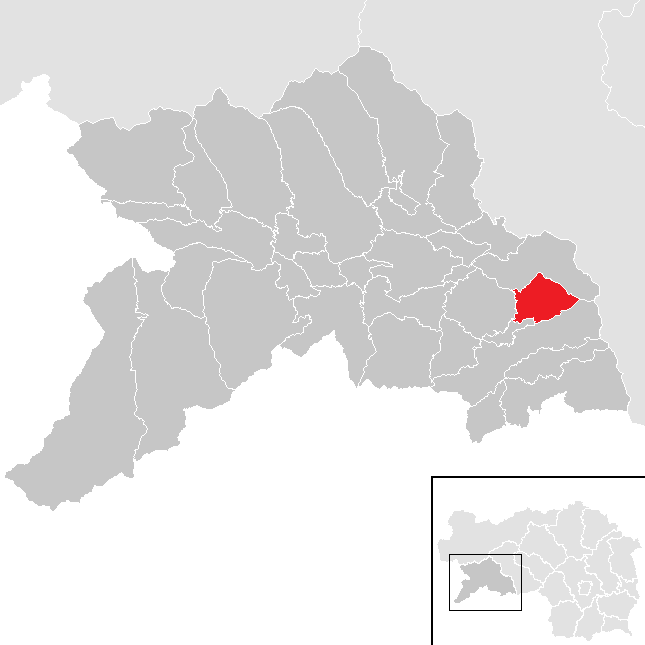

پرشاو ام زاتل (به آلمانی: Perchau am Sattel) یک منطقهٔ مسکونی در اتریش است که در مورو واقع شده‌است. پرشاو ام زاتل ۱۹٫۳۹ کیلومتر مربع مساحت دارد ۱٬۰۰۵ متر بالاتر از سطح دریا واقع شده‌است.